# 나가시마역
나가시마역(일본어: 長島駅, ながしまえき)은 일본 미에현 구와나시 나가시마 정 니시도모에 있는 도카이 여객철도(JR 도카이) 간사이 본선(関西本線)의 철도역이다.

## 역 구조
섬식 승강장 1면 2선로를 보유하고 있는 지상역으로, 플랫폼이 있는 상/하행선 철로 및 보선차량용을 위한 차고가 있다. 역 자체는 무인역으로, 관리는 구와나역(桑名駅)에서 담당한다. 역사(駅舎)가 없으며, 역 외부에서 역 내부로 들어가기 위해서는 역의 동쪽(나고야 방향)에 있는 지하통로를 이용해야 한다. TOICA도 사용은 가능하나, 간이개찰기를 이용하게 되어있다. 이 역을 포함하여 야토미역(弥富駅)부터 구와나역까지는 복선 구간인 관계로, 열차 교환에 의한 발차시간의 조정은 이루어지지 않는다.
인근에 긴테쓰 나가시마 역(近鉄長島駅)이 있다.
| 1 | ■ 간사이 본선 | 하행 | 욧카이치 · 마쓰사카 방면 |
| 2 | ■ 간사이 본선 | 상행 | 나고야 방면              |

## 이용 현황
미에 현 통계연감에 의하면, 1일 승하차 인원은 다음과 같다.
| 역 노선     | 승차 인원 | 승차 인원 | 승차 인원 | 승차 인원 | 승차 인원 | 승차 인원 | 승차 인원 | 승차 인원 | 승차 인원 | 승차 인원 | 승차 인원 | 승차 인원 |
| 역 노선     | 1998년    | 1999년    | 2000년    | 2001년    | 2002년    | 2003년    | 2004년    | 2005년    | 2006년    | 2007년    | 2008년    | 2009년    |
| ----------- | --------- | --------- | --------- | --------- | --------- | --------- | --------- | --------- | --------- | --------- | --------- | --------- |
| 간사이 본선 | 315       | 360       | 384       | 335       | 332       | 344       | 368       | 364       | 382       | 387       | 412       | 440       |

## 연혁
- 1899년 11월 11일 - 간사이 철도 야토미 - 구와나 개통과 동시에 개업.
- 1907년 10월 1일 - 간사이 철도 국유화.
- 1909년 10월 12일 - 선로 명칭 제정에 따라 간사이 본선 소속이 됨.
- 1960년 2월 15일 - 화물 취급 폐지.
- 1970년 10월 1일 - 무인역화. 수하물 취급 폐지.
- 1987년 4월 1일 - 국철 분할 민영화에 따라 도카이 여객철도(JR 도카이) 소속으로 변경.
- 2006년 11월 25일 - TOICA 도입.

## 인접 역
| 도카이 여객철도 간사이 본선 | 도카이 여객철도 간사이 본선 | 도카이 여객철도 간사이 본선     |
| --------------------------- | --------------------------- | ------------------------------- |
| 야토미 나고야 방면          | ■ 간사이 본선               | 구와나 욧카이치 · 가메야마 방면 |